# 松本民芸家具
松本民芸家具（まつもとみんげいかぐ）は、長野県松本市にある家具メーカー。

## 歴史
- 1944年（昭和19年） - 前身である中央構材工業設立。 旧陸軍航空本部用の木製格納庫を製造。戦後は東京を中心に戦後の復興住宅と建具を製造。
- 1948年（昭和23年） - 京都相国寺第2回日本民芸協会全国大会が開催される。民芸家具の製作を始める。
- 1950年（昭和25年） - 秩父宮妃来訪、池田三四郎と懇談。
- 1951年（昭和26年） - 北陸銀行家具一式受注。
- 1952年（昭和27年） - 「松本民芸家具展」開催。
- 1953年（昭和28年） - バーナード・リーチが来訪、ウインザーチェアに代表される英国家具の製作指導。
- 1956年（昭和31年） - 第10回全国民芸大会で、ラッシ編み椅子の一連の仕事が、民芸大賞受賞。
- 1957年（昭和32年） - 販売会社として中央民芸を設立。創業20周年を記念して製品から500種類を選び展示会を開催。ロックフェラー三世より受注、ニューヨークのロックフェラーセンターに椅子数点を納品。
- 1964年（昭和39年） - 北海道民芸木工（現クラレインテリア）の設立に協力。
- 1969年（昭和44年） - 若手職人の養成を目的とした研修棟兼民芸家具の参考館として松本市郊外に松本民芸生活館を建設。
- 1972年（昭和47年） - 長年のグループ生産方式を基に、松本民芸家具工芸協同組合設立。ネルソン・ロックフェラー米国副大統領（当時）より受注。
- 1976年（昭和51年） - 通商産業大臣より伝統的工芸品「松本家具」指定。（全国の家具部門で第1号指定）
- 1978年（昭和53年） - 長野県国体が開催、昭和天皇が訪問、職人2名が伝統工芸品製作実演を披露。長野身体障害者国体が開催、皇太子夫妻（平成の天皇、皇后）が来訪。
- 1993年（平成5年） - 信州博覧会、松本城築城400年祭参加。
- 2001年（平成13年） - 松本民芸家具展開催。池田三四郎蒐集の椅子を展示する「三四郎の椅子展」併催。